# La Barre (Jura)
La Barre es una localidad y comuna francesa situada en la región de Franco Condado, departamento de Jura, en el distrito de Dole y cantón de Dampierre.

## Demografía[3]
| 242 | 257 | 265 | 209 | 223 | 210 | 235 | 227 | 242 | 232 | 227 | 258 | 240 | 240 | 215 | 213 | 194 | 202 | 196 | 202 | 192 | 177 | 190 | 177 | 151 | 140 | 162 | 184 | 184 | 153 | 158 | 176 | 230 | 232 |
| Para los censos de 1962 a 1999 la población legal corresponde a la población sin duplicidades (Fuente: INSEE [Consultar]) |     |     |     |     |     |     |     |     |     |     |     |     |     |     |     |     |     |     |     |     |     |     |     |     |     |     |     |     |     |     |     |     |     |